# Thorncroftia thorncroftii
Thorncroftia thorncroftii là một loài thực vật có hoa trong họ Hoa môi. Loài này được (S.Moore) Codd miêu tả khoa học đầu tiên năm 1961.